# Serra do Mar

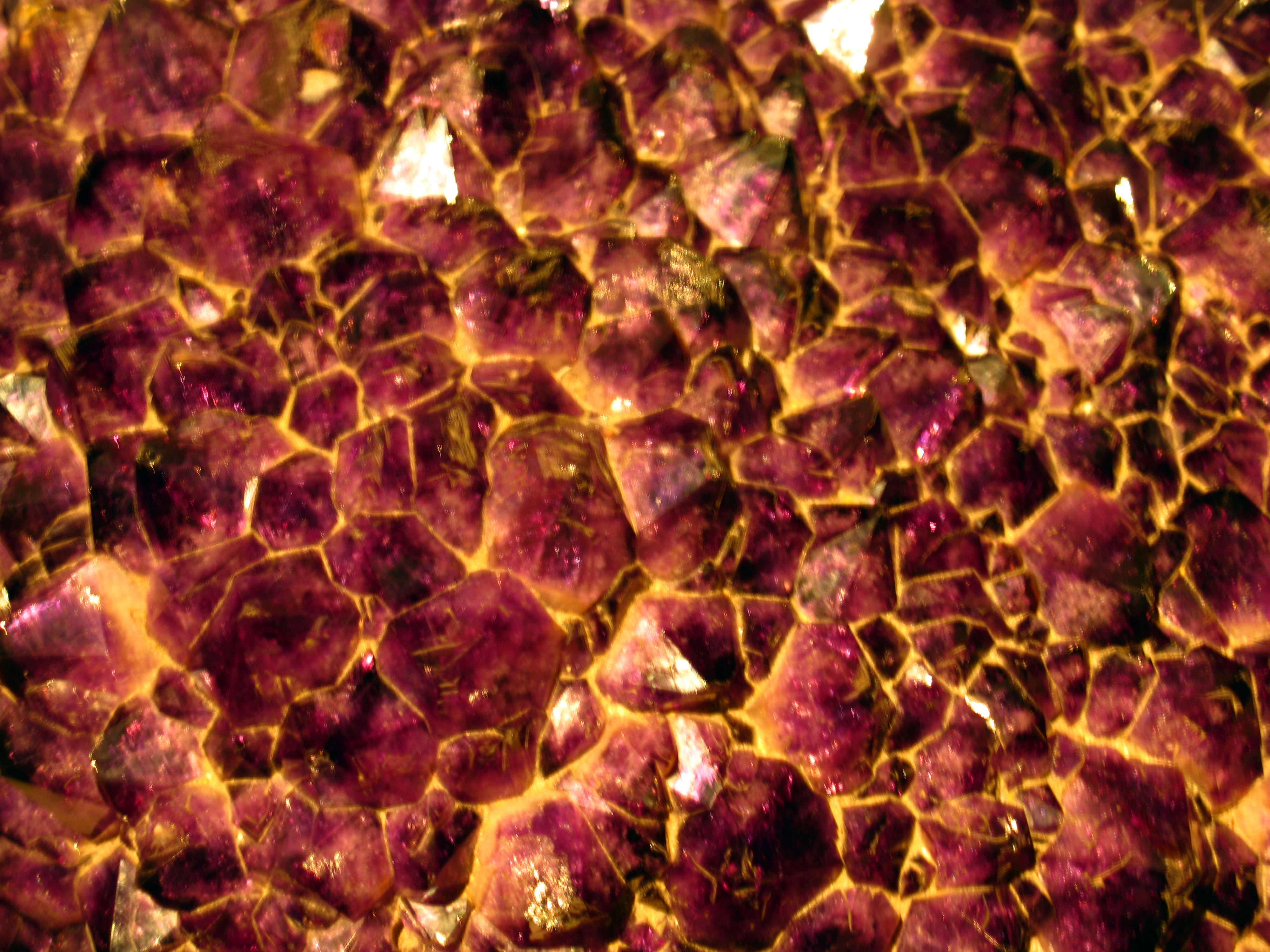
Ametista proveniente da una miniera della Serra do Mar, esposta allo Smithsonian, USA

Serra do Mar (ˈsɛʁɐ du ˈmaɾ, dal significato in portoghese di cresta di mare) è un sistema montuoso lungo 1.500 km nel sud-est del Brasile.

## Geografia
La Serra do Mar corre parallela alla costa dell'oceano Atlantico dallo Stato di Espírito Santo al meridionale stato di Santa Catarina, anche se alcune fonti includono anche la Serra Geral, nel qual caso la catena si estenderebbe a nord-est fino allo Stato di Rio Grande do Sul.
La scarpata principale forma il confine tra il livello del mare (litorale) e l'entroterra (planalto), che ha una quota media che oscilla tra i 500 e i 1300 metri. Questa scarpata fa parte della Grande scarpata che corre lungo gran parte della costa orientale del Brasile a sud dalla città di Salvador di Bahia.

## Catene montuose

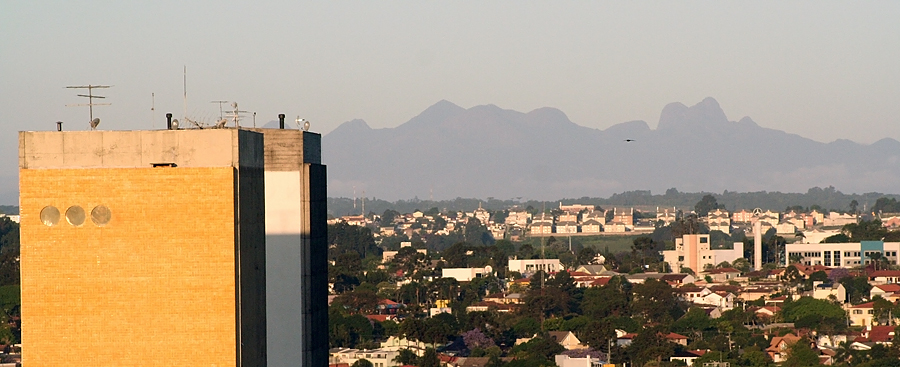
La catena della Serra do Mar vista da Curitiba, Brasile del sud

Le catene montuose sono discontinue ed assumono nomi diversi come, Serra da Bocaina, Serra de Paranapiacaba, Serra Negra, Serra dos Órgãos, Serra do Indaiá, ed altre ancora. Le catene si estendono anche a grandi isole vicine alla costa, come Ilhabela e Anchieta. Con un'altitudine di 2.255 metri, il Pico da Caledônia, in Nova Friburgo, è la più alta vetta della Serra do Mar.
Geologicamente, la catena appartiene alla massiccia piattaforma di roccia cristallina che costituisce la zona orientale dell'America del Sud e  tettonicamente è molto stabile. La maggior parte delle montagne della Serra do Mar si sono formate circa 60 milioni di anni fa.

## Storia
Ai tempi della scoperta europea del Brasile (1500), la Serra do Mar sosteneva un ecosistema ricco e molto diversificato, composto principalmente da una lussureggiante foresta pluviale tropicale, chiamata Foresta atlantica (Mata Atlantica). A causa dell'urbanizzazione e deforestazione, tuttavia, la maggior parte della copertura forestale è andata distrutta e ciò che rimane si trova quasi esclusivamente sulle ripide scarpate di fronte al mare.
Una serie di parchi nazionali e statali, stazioni ecologiche e riserve biologiche proteggono oggi la Mata Atlântica e la sua eredità biologica, ma piogge acide, inquinamento, bracconaggio, taglialegna clandestini, incendi e invasioni urbane e di fattorie continuano l'opera di distruzione, particolarmente nelle aree che ricadono intorno alle città. Diverse grandi metropoli, come Vale do Itajaí, Curitiba, São Paulo e Rio de Janeiro, si trovano vicino alla Serra do Mar.
Riforestazione e recupero della biodiversità sono notoriamente difficili da realizzare in caso di distruzione della foresta.